# 路德維克·弗萊克
路德維克·弗萊克（波蘭語：Ludwik Fleck，1896年7月11日—1961年6月5日），是一位生於奧匈帝國倫貝格的波蘭裔微生物學家、免疫學家及知識論學者。他以德文出版於1935年的哲學著作《一個科學事實的發生與發展：思維樣式與思維集體學說導論》（德語：Entstehung und Entwicklung einer wissenschaftlichen Tatsache）對科學史、觀念史、科學哲學等領域產生了重大的影響。